# La Roche-Posay
La Roche-Posay – miejscowość i gmina we Francji, w regionie Nowa Akwitania, w departamencie Vienne.
Według danych na rok 1990 gminę zamieszkiwały 1444 osoby, a gęstość zaludnienia wynosiła 41 osób/km² (wśród 1467 gmin regionu Poitou-Charentes La Roche-Posay plasuje się na 197. miejscu pod względem liczby ludności, natomiast pod względem powierzchni na miejscu 108.).

## La Roche-Posay
La Roche-Posay pierwsze centrum Hydroterapii dermatologicznej w Europie. 
Każdego roku La Roche-Posay odwiedza 10000 pacjentów, z czego 1/3 to dzieci od 2 miesiąca życia. Ponad 50% wszystkich termalnych zabiegów dermatologicznych we Francji przeprowadzona jest w tym ośrodku.
- Źródło danych http://www.LaRoche-Posay.pl
  - ulotka reklamowa